# ملعب إلياس فيغيروا براندر
ملعب إلياس فيغيروا براندر (بالإنجليزية: Estadio Elías Figueroa Brander) هو ملعب كرة قدم متعدد الأغراض يقع في فالبارايسو، تشيلي، يتسع لـ 23,000 متفرج.

## التاريخ
بدأ بناء الملعب في 1931 وافتتح في 25 ديسمبر 1931. تم تجديده في 2014.